# Jacob Jaacks
Jacob Brian Jaacks (Rapid City, 24 aprile 1977) è un ex cestista statunitense.